# Juvenal Ravelo
Juvenal Ravelo (Caripito, Monagas, 23 de diciembre de 1934) es un artista plástico venezolano, ganador del Premio Nacional de Cultura de Venezuela 2006-2007 Mención Artes Plásticas.Tras la muerte de Darío Pérez-Flores en 2022, es considerado el último maestro del arte cinético venezolano.

## Biografía

### Inicios y educación
Juvenal Ravelo pertenece a la corriente del arte cinético. Nació en Caripito, estado Monagas, el 23 de diciembre de 1934. Estudió en la Escuela de Artes Plásticas y Aplicadas de Caracas, además de la Escuela de Artes Plásticas Martín Tovar y Tovar de Barquisimeto. Fue profesor en la Escuela de Artes Plásticas Cristóbal Rojas. En 1964 viajó a Francia para aprender sobre el arte abstracto y el constructivismo. Durante su estadía, asistió en La Sorbona a los seminarios sobre la sociología del arte impartidos por Pierre Francastel y Jean Cassou.
Luego de su regreso a Venezuela, comenzó a desarrollar propuestas destinadas a la integración comunitaria al hecho artístico, lo que desde su perspectiva propiciaría un cambio en el ser humano al realizar obras de arte en plena calle, con lo que buscaría desarrollar la sensibilidad estética de los ciudadanos comunes y corrientes. Ravelo denomina su concepto como Arte de participación en la calle.
Su proyecto de «museo al aire libre» comenzó en su localidad natal, donde desarrolló los Módulos Cromáticos. En la creación de éstos Módulos contó con la participación de los habitantes y los transeúntes pertenecientes a las localidades donde presentó sus proyectos, como parte esencial de su propuesta. Uno de los Módulos Cromáticos más destacados es el que se ve a lo largo de la Avenida Libertador de Caracas.

## Trayectoria Artística

### Resumen de exposiciones individuales
- 1958 Taller Libre de Arte Caracas, Venezuela.
- 1967 V Bienal Internacional de Jóvenes Artistas en París. Invitado por Francia. Exposición de un mural con medidas: 8 m de largo y 4 m de alto.
- 1969 VI Bienal Museo de Arte Moderno de París. Pabellón de Venezuela
- 1971 Galería Conkright. Caracas, Venezuela.
- 1971 III Festival Internacional de la Pintura. Cagnes Sur-Mer. Francia
- 1974 Galería de Arte Contacto. Estructuras Cinéticas sobre la Fragmentación de la Luz. Caracas, Venezuela.
- 1975 Galería Gaudí. Maracaibo, Venezuela.
- 1975 – 2015 Más de doce manifestaciones de Arte de Participación en la Calle en comunidades de Venezuela, incluyendo la Universidad Católica Andrés Bello.
- 1981 Espace Latino Americain. Investigaciones sobre la luz y el color. París.
- 1985 Salón de Exposiciones. PDVSA Maturín. Edo. Monagas, Venezuela.
- 1987 Galería Euroamericana. Proyectos y Maquetas. Caracas, Venezuela.
- 2001 Mural en espacio urbano. Av. Libertador, Municipio Chacao. Módulos Cromáticos. Con medidas d 2.500 m de largo por 6 m de alto. Caracas, Venezuela.
- 2008 Museo de Arte Contemporáneo del Zulia MACZUL Expo Laboratorio. Maracaibo, Venezuela.
- 2012 Centro de Arte Daniel Suárez. Luz y Color en el Nuevo Milenio. Caracas, Venezuela.
- 2012 Arte de Participación en la Calle en la ciudad de Marcigny, Francia.
- 2012 Arte de Participación en la Universidad Yacambú. Barquisimeto Edo. Lara.
- 2015 Galería Durban Segnini. Miami, Estados Unidos.
- 2015 Arte de Participación en la XII Bienal de La Habana, Cuba.

### Resumen de Exposiciones Colectivas
- 1952 – 1964 Salones Nacionales de Arte Venezolano
- 1955 Arte del Caribe. Nueva York, Estados Unidos.
- 1961 Sala Mendoza. Exposición Tres Premios del Siglo XXII. Salón Oficial junto con Alirio Palacios y José Antonio Dávila. Caracas, Venezuela.
- 1965 Museo de Arte Moderno París. Artistas Latinoamericanos en París. Francia.
- 1967 Galería Denisse Davi. Six Recherches. Centro Proposte. Florencia, Italia.
- 1968 Salón Grandes y Jóvenes de Hoy. París, Francia.
- 1968 Museo de Arte Moderno Salón Realites Nouvelles. París, Francia.
- 1968 Maison de la Culture. Cinetisme Spectacle Environment. Grenoble, Francia.
- 1969 Primer Festival Internacional de Pintura Cagnes. Sur-Mer. Francia.
- 1969 Festival Internacional de Arte de Aviñón. Francia.
- 1969 Galería Denisse Rene. Exposition Position. París, Francia .
- 1970 L’Art Cinetique. Nanterre, Francia.
- 1970 Visión 24. Roma, Italia.
- 1971 Kunstnernes Hus. Artistas Latinoamericanos en Escandinavia. Oslo, Noruega.
- 1971 Gentoftekunst. Venner, Dinamarca.
- 1971 Lunds Konsthall. Suecia.
- 1971 Konsthallen. Göteborg, Suecia.
- 1974 Festival Internacional de Arte Contemporáneo de Royan, Francia.
- 1974 Fundación Bertrand Rusell. Exposición por la Paz. Nottingham, Inglaterra.
- 1970-1982 Salón de Mayo. Salón de Grandes y Jóvenes de Hoy. París Francia.
- 1976 Museo de Arte Moderno La Tertulia. III Bienal Americana de Artes Gráficas. Cali, Colombia.
- 1978 The Artist Market Association Gallery. Londres, Reino Unido.
- 1978 Galería de la Fundación Francisco de Miranda. El afiche en Venezuela. Londres, Inglaterra.
- 1980 Galería Denisse Rene. Ocho Artistas Venezolanos. París, Francia.
- 1982 Bienal de Venecia. Artistas Latinoamericanos en Europa. Italia.
- 1985 Museo Jesús Soto. La Imagen no Objetiva. Exposición itinerante. Edo. Bolívar, Venezuela.
- 2009 Exposición de gráfica cinética junto al pintor argentino Rogelio Polesello. Casa de las Américas. La Habana – Cuba
- 2009 Oeuvres Optiques et Lumino-Cinétiques. Collection Frank Popper. Marcigny, Francia
- 2010 Fundación Centro de Arte Maracaibo Lía Bermúdez. VII Feria Internacional de Arte y antigüedades de Maracaibo. Edo. Zulia Venezuela
- 2010 Centro de Arte Daniel Suárez. 1.er Encuentro Internacional Tendencias Encontradas. Con la participación de artistas de Argentina, Uruguay, Chile y Venezuela. Caracas, Venezuela.
- 2011 Centro de Arte Daniel Suárez. Veinticinco Ediciones Veinticinco Artistas, Revista el Desafío de la Historia. Caracas, Venezuela.
- 2011 Centro de Arte Daniel Suárez. Segundo encuentro internacional Tendencias Encontradas. Con la participación de Argentina, Uruguay, Colombia y Venezuela. Caracas, Venezuela.
- 2012 Centro de Arte Daniel Suárez. Día Mundial del Arte. Exposición que conmemora el nacimiento de Leonardo Da Vinci. Invitación internacional por parte de la UNESCO. París, Francia.
- 2013 Centro de Arte Contemporáneo Frank Popper. Exposición Internacional Movimiento y Luz. Francia
- 2014 Salon Réalités Nouvelles. París, Francia.

### Representado en los siguientes Museos, Colecciones Privadas
- Banco Interamericano de Desarrollo. Washington D. C., Estados Unidos
- Casa de las Américas. La Habana, Cuba.
- Colección Alfredo Boulton. Caracas, Venezuela.
- Colección Bruno Levy y María Eugenia Ravelo ep. Levy. Río de Janeiro, Brasil.
- Colección Frank Popper. París, Francia.
- Colección Fundación Beracas. Caracas, Venezuela.
- Colección Gastón Diehl. París, Francia.
- Colección PDVSA Maturín. Estado Monagas, Venezuela.
- Colección Residencia de Gobernadores. Maturín, Estado Monagas, Venezuela.
- Embajada de Venezuela. UNESCO. París, Francia
- Fundación Bertrand Russell. Nottingham, Inglaterra
- Galería de Arte Nacional. Caracas, Venezuela.
- Ministerio de la Cultura. Francia
- Museo de Arte Contemporáneo de Barcelona. Estado Anzoátegui, Venezuela.
- Museo de Arte de la Ciudad de París. Francia
- Museo de Arte Moderno Mario Abreu. Maracay, Venezuela.
- Museo del Consejo Municipal del Distrito Capital. Caracas, Venezuela.
- Museo del Diseño y la Estampa Carlos Cruz Diez. Caracas, Venezuela.
- Museo Jesús Soto. Ciudad Bolívar, Venezuela
- Museo Mateo Manaure, Maturín, Estado Monagas. Venezuela
- Museo Nacional de Nicaragua. Managua, Nicaragua.
- Museo Perpignan. Francia
- Pinacoteca del Banco Central de Venezuela. Caracas, Venezuela.
- Universidad de Los Andes. Estado Mérida, Venezuela.

### Intervenciones en la Arquitectura
- 1983 Mural en el Aeropuerto Internacional José Tadeo Monagas. Maturín, Venezuela.
- 1985 Mural en el Colegio de Médicos. Maturín, Venezuela.
- 1986 Cilindro Tridimensional. Plaza del estudiante Maturín, Venezuela.
- 1989 Mural en la fachada del periódico El Oriental. Maturín, Venezuela.
- 1990 Mural en la Universidad de Oriente, Núcleo Monagas. Maturín, Venezuela.
- 1993 Prisma Tridimensional. Estación Maternidad del Metro de Caracas. Venezuela.
- 1997 Mural edificio Linaza. Maturín, Venezuela.
- 2002 Módulos Cromáticos Mural Av. Libertador Municipio Chacao, Caracas, Venezuela.
- 2003 Escultura Espacial Luminocromática. Maturín, Venezuela.

### Distinciones Nacionales
- 1955 Primer premio. Salón de Jóvenes Pintores Monaguenses. Maturín, Venezuela.
- 1956 Premio Modesto Izquiel. Segundo Salón Nacional Pintura Joven. AVP, Caracas, Venezuela.
- 1956 Primer Premio. Salón Eloy Palacios. Maturín, Venezuela.
- 1961 Premio Arístides Rojas. Salón Nacional. Museo de Bellas Artes. Caracas, Venezuela
- 1961 Premio José Loreto Arismendi. Salón Nacional. Museo de Bellas Artes. Caracas, Venezuela
- 1961 Premio para Paisaje del Rotary Club en el Salón Nacional de Arte. Caracas, Venezuela
- 1976 Llave de oro otorgada por los vecinos del Barrio Los Cerritos. Caripito, Venezuela
- 1983 Orden Ciudad de Maturín en su Primera Clase. Nombramiento: Hijo Ilustre de Caripito Estado Monagas, Venezuela
- 1986 Orden José Tadeo Monagas en su Primera Clase. Nombramiento: Hijo Ilustre de Caripito Estado Monagas, Venezuela
- 1988 Casa de la Cultura Juvenal Ravelo en Caripito. Estado Monagas, Venezuela.
- 1989 Orden al Mérito en el Trabajo Primera Clase.
- 1990 Orden José Seledonio Tubores Primera Clase. Punta de Piedras Estado Nueva Esparta Venezuela.
- 1991 Orden Fuerzas Armadas PM Primera Clase Cumaná. Estado Sucre, Venezuela.
- 2008 Premio Nacional de Artes Plásticas. Caracas, Venezuela.
- 2008 Patrimonio Cultural Viviente por el Consejo Legislativo del Estado Monagas.

### Internacionales
- 1955 Mención Honorífica. Exposición de Arte del Caribe. Nueva York, Estados Unidos.
- 1971 Premio Nacional en el III Festival Internacional de Arte de Cagnes Sur-Mer. Francia.
- 2012 Condecoración Ciudadano de Honor. Marcigny, Francia.

### Documentales
- “Ravelo”. Dir. Iván Croce. 1968. Ektacrome. 16 mm. 12 min.
- “Arte de Participación en la Calle”. Dir. Luis Altamirano. 1975, Ektacrome. 16 mm. 7 min
- “Serie Pintores de Venezuela”. Dir. Carlos D’ Santiago. 1987. 22 min.
- “El viajero de la luz fragmentada”. Lagoven en la pantalla. Dir. Luis Altamirano. 1989. 30 min.
- “Pueblos de luces y colores” Bolívar Film. Dir. José Curiel. 35 mm. Y 16 mm. 10 min.
- “Juvenal Ravelo Vida y Obra”. Dir. Fernando Martínez Schael. 2003.
- “En busca del Color”. El Chico de la Tapa Film. Dir. Marcel del Castillo. 2005
- “La Aventura del Cinetismo con la Gente”. Dir. César Cortez. 2012.
- “Luz y Color en el Nuevo Milenio”. Dir. Nabor Zambrano, 2012.

## Premios
| Año       | Premio                     | Categoría       |
| 2006–2007 | Premio Nacional de Cultura | Artes Plásticas |